# Sophia's Imaginary Visitors
Sophia's Imaginary Visitors (o Beasley's Christmas Party) è un cortometraggio muto del 1914 diretto da Walter Edwin.

## Produzione
Il film fu prodotto dalla Edison Company.

## Distribuzione
Distribuito dalla General Film Company, il film - un cortometraggio in una bobina - uscì nelle sale cinematografiche degli Stati Uniti il 17 febbraio 1914.